# Ministri degli affari esteri del Reich
I ministri degli affari esteri del Deutsches Reich si sono succeduti dal 1871 al 1945.

## Lista

### Segretari di Stato per gli Affari Esteri (Außenstaatssekretäre), 1871–1919
| N° | Titolare                                                     | Inizio incarico  | Fine incarico     |
| -- | ------------------------------------------------------------ | ---------------- | ----------------- |
| 1  | Hermann von Thile (1812–1889)                                | 21 marzo 1871    | 30 settembre 1872 |
| 2  | Hermann Ludwig von Balan (1812–1874)1                        | 3 ottobre 1872   | 9 ottobre 1873    |
| 3  | Bernhard Ernst von Bülow (1815–1879)                         | 9 ottobre 1873   | 20 ottobre 1879   |
| 4  | Josef Maria von Radowitz (1839–1912)1                        | 6 novembre 1879  | 17 aprile 1880    |
| 5  | Chlodwig zu Hohenlohe-Schillingsfürst (1819–1901)1           | 20 aprile 1880   | 1 settembre 1880  |
| 6  | Friedrich zu Limburg Stirum (1835–1912)1                     | 1 settembre 1880 | 25 giugno 1881    |
| 7  | Clemens Busch (1834–1895)1                                   | 25 giugno 1881   | 16 luglio 1881    |
| 8  | Paul von Hatzfeld zu Wildenburg (1831–1901)                  | 16 luglio 1881   | 24 ottobre 1885   |
| 9  | Herbert von Bismarck (1849–1904)2                            | 24 ottobre 1885  | 26 marzo 1890     |
| 10 | Adolf Marschall von Bieberstein (1842–1912)                  | 31 marzo 1890    | 19 ottobre 1897   |
| 11 | Bernhard von Bülow (1849–1929)                               | 20 ottobre 1897  | 23 ottobre 1900   |
| 12 | Oswald Freiherr von Richthofen (1847–1906)                   | 23 ottobre 1900  | 17 gennaio 1906   |
| 13 | Heinrich Leonhard von Tschirschky und Bögendorff (1858–1916) | 24 gennaio 1906  | 25 ottobre 1907   |
| 14 | Wilhelm von Schoen (1851–1933)                               | 26 ottobre 1907  | 27 giugno 1910    |
| 15 | Alfred von Kiderlen-Waechter (1852–1912)                     | 27 giugno 1910   | 30 dicembre 1912  |
| 16 | Gottlieb von Jagow (1863–1935)                               | 11 gennaio 1913  | 22 novembre 1916  |
| 17 | Arthur Zimmermann (1864–1940)                                | 22 novembre 1916 | 6 agosto 1917     |
| 18 | Richard von Kühlmann (1873–1948)                             | 6 agosto 1917    | 9 luglio 1918     |
| 19 | Paul von Hintze (1864–1941)                                  | 9 luglio 1918    | 3 ottobre 1918    |
| 20 | Wilhelm Solf (1862–1936)                                     | 3 ottobre 1918   | 13 dicembre 1918  |
| 21 | Ulrich von Brockdorff-Rantzau (1869–1928)                    | 13 dicembre 1918 | 13 febbraio 1919  |

### Ministri degli Affari Esteri (Reichsminister des Auswärtigen), 1919–1945
| N° | Titolare                                       | Inizio incarico  | Fine incarico    | Partito                        |
| -- | ---------------------------------------------- | ---------------- | ---------------- | ------------------------------ |
| 1  | Ulrich von Brockdorff-Rantzau (1869–1928)      | 13 febbraio 1919 | 20 giugno 1919   | nessuno                        |
| 2  | Hermann Müller (1876–1931)                     | 21 giugno 1919   | 26 marzo 1920    | SPD                            |
| 3  | Adolf Köster (1883–1930)                       | 10 aprile 1920   | 8 giugno 1920    | SPD                            |
| 4  | Walter Simons (1861–1937)                      | 25 giugno 1920   | 4 maggio 1921    | none                           |
| 5  | Friedrich Rosen (1856–1935)                    | 10 maggio 1921   | 22 ottobre 1921  | nessuno                        |
| 6  | Joseph Wirth (1879–1956)                       | 26 ottobre 1921  | 31 gennaio 1922  | Zentrum                        |
| 7  | Walther Rathenau (1867–1922)                   | 1 febbraio 1922  | 21 giugno 1922   | DDP                            |
| 8  | Joseph Wirth (1879–1956)                       | 21 giugno 1922   | 14 novembre 1922 | Zentrum                        |
| 9  | Friedrich von Rosenberg (1874–1937)            | 22 novembre 1922 | 11 agosto 1923   | nessuno                        |
| 10 | Gustav Stresemann (1878–1929)                  | 13 agosto 1923   | 3 ottobre 1929   | DVP                            |
| 11 | Julius Curtius (1877–1948)                     | 4 ottobre 1929   | 9 ottobre 1931   | DVP                            |
| 12 | Heinrich Brüning (1885–1970)                   | 9 ottobre 1931   | 30 maggio 1932   | Zentrum                        |
| 13 | Konstantin von Neurath (1873–1956)             | 1 giugno 1932    | 4 febbraio 1938  | NSDAP (nessuno prima del 1937) |
| 14 | Joachim von Ribbentrop (1893–1946)             | 4 febbraio 1938  | 30 aprile 1945   | NSDAP                          |
| 15 | Arthur Seyss-Inquart (1892–1946)               | 30 aprile 1945   | 2 maggio 1945    | NSDAP                          |
| 16 | Johann Ludwig Schwerin von Krosigk (1887–1977) | 2 maggio 1945    | 23 maggio 1945   | nessuno                        |